# SYBR Green I

Kemisk Struktur för SYBR Green I

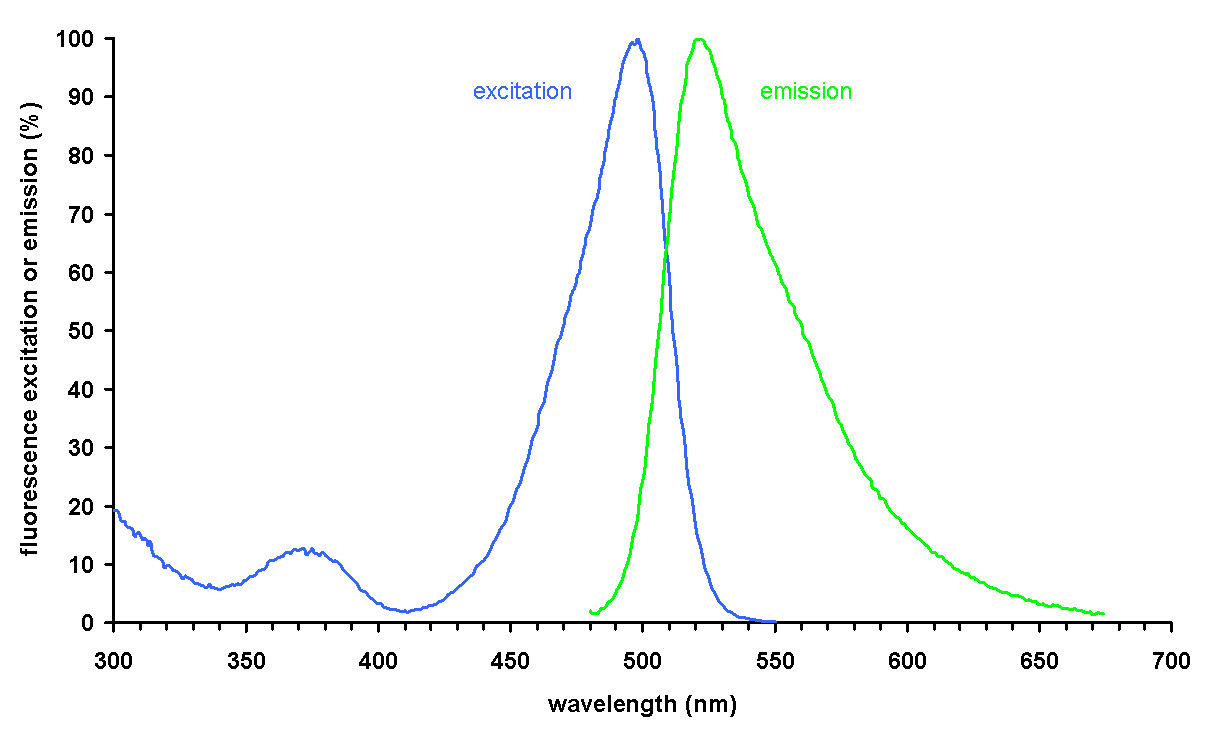
Spektrogram of SYBR Green I

SYBR Green I (SG) är ett cyaninfärgämne som används för infärgning i molekylärbiologi. SYBR Green I binder till dubbelsträngat DNA. Komplexet absorberar blått ljus (λmax = 498 nm) och sänder ut grönt ljus (λmax = 522 nm). SYBR Green I används som alternativ till prober. 
Förhoppningen är att SYBR Green I ska kunna ersätta det mutagena etidiumbromid.